# Сантана дос Сантос, Андерсон
А́ндерсон Санта́на дос Са́нтос (порт.-браз. Anderson Santana dos Santos; 24 апреля 1986, Белу-Оризонти, штат Минас-Жерайс, Бразилия) — бразильский футболист, защитник.

## Карьера
Играл в разных бразильских клубах из штата Минас-Жерайс: «Маморе», «Кабофриенсе», «Крузейро», «Тупи» и «Линьярис». В 2009 году был одним из лидеров «Наутико» из города Боа-Виста, штат Рорайма.
В марте 2010 года прибыл в годовую аренду в грозненский «Терек». Однако в основной состав он пробиться не смог, выступал, в основном, за дублирующую команду клуба и к лету покинул Чечню.
6 июня 2010 года Сантана перешёл в португальский клуб «Витория» (Гимарайнш), заключив контракт на два года. Команда стабильно занимала 5-6 места в чемпионате и даже стала финалистом Кубка Португалии в мае 2011 года.
В июле 2012 года Сантана подписал контракт с одесским «Черноморцем» и очень быстро стал игроком основного состава. Сыграв за «Черноморец» 26 игр в чемпионате Украины и 4 игры в Кубке Украины, стал штатным пенальтистом команды и забил 3 гола. 3 марта 2014 года клуб, учитывая чрезвычайно сложную общественно-политическую ситуацию на Украине и в Одессе, отпустил пятерых легионеров, в том числе и Сантану.
10 июня 2014 года Андерсон Сантана подписал контракт на полтора года с казахстанским футбольным клубом «Актобе». И стал с ним серебряным призёром чемпионата Казахстана 2014, а в следующем сезоне — бронзовым призёром.

## Достижения
- Финалист кубка Португалии 2011
- Финалист кубка Украины 2013
- Вице-чемпион Казахстана 2014
- Бронзовый призёр чемпионата Казахстана 2015